# Cuando yo te vi
«Cuando yo te vi» es el tercer sencillo oficial de la telenovela juvenil Sueña conmigo. Es interpretado por Eiza González y Santiago Ramundo

## Video
El videoclip comienza con Clara (Eiza González) dibujando y escribiendo cosas en su diario, entonces empieza a imaginarse lo que dibuja y aparece ella en un columpio en medio de un bosque con un vestido de princesa cantando y aparece Luca (Santiago Ramundo) con un ramo de flores para ofrecerle y empieza a bailar con Clara. Después se ven a ambos en una playa en la noche y se sientan y comienzan a cantar y a conversar. Luego aparecen en un castillo en la que al parecer hay una fiesta de gala y continúan bailando y cantando. Al final del video Clara cierra su diario y termina su sueño.